# Яцек Зьобер
Яцек Зьобер (пол. Jacek Ziober; нар. 18 листопада 1965, Лодзь, Польща) — польський футболіст та тренер, виступав на позиції півзахисника та нападника. Найкращий футболіст 1990 року за версією видання «Пілка ножна».

## Клубна кар'єра
Вихованець клубу ЛКС (Лодзь), у футболці якого виступав з 1982 по 1990 рік (199 матчів та 26 голів). У 1990 році виїхав до Франції, де протягом трьох років виступав у «Монпельє». У Лізі 1 відіграв 122 матчі та відзначився 21-м голом. Після цього виїхав до Іспанії, де підписав контракт з Осасуною,, за яку відзначився 15-а голами в 61-у матчі. У 1996 році повернувся до Польщі, виступав за «Аміку» (Вронкі). Проте вже наступного сезону виїхав до США, виступав за клуб «Тампа-Бей М'ютені». У 1998 році 33-річний Яцек Зіобер завершив кар'єру футболіста.

## Кар'єра в збірній
У збірній Польщі зіграв 46 матчів та відзначився 8-а голами. Дебютува за національну збірну 23 березня 1988 року в поєдинку проти Північної Ірландії. На футбольному полі провів 69 хвилин, був замінений на Ярослава Арашкевича. Востаннє у футболці національної команди вийшов на поле 27 жовтня 1993 року в матчі кваліфікації до чемпіонату світу проти Туреччини. Яцек на 55-й хвилині замінив Войцеха Ковальчика.

## Кар'єра тренера
До квітня 2007 року працював головним тренером збірної Польщі з пляжного футболу. Певний період часу тренував «Гурника» (Ленчиця). У 2018 році тренував нижчоліговий КС Ожел Казєміж.

## Статистика

### Клубна
| Сезон     | Клуб       | Країна  | Змагання | Матчі | Голи |
| --------- | ---------- | ------- | -------- | ----- | ---- |
| 1990/91   | «Монпельє» | Франція | Ліга 1   | 26    | 4    |
| 1991/92   | «Монпельє» | Франція | Ліга 1   | 36    | 8    |
| 1992/1993 | «Монпельє» | Франція | Ліга 1   | 26    | 4    |
| 1993/94   | «Монпельє» | Франція | Ліга 1   | 5     | 2    |
| 1993/1994 | «Осасуна»  | Іспанія | Ла-Ліга  | 31    | 10   |

### Голи за збірну
| Матчі за збірну | Матчі за збірну | Матчі за збірну | Матчі за збірну     | Матчі за збірну | Матчі за збірну | Матчі за збірну | Матчі за збірну |
| #               | Дата            | Місце           | Матч                | Гол             | Рахунок         | Результат       | Змагання        |
| --------------- | --------------- | --------------- | ------------------- | --------------- | --------------- | --------------- | --------------- |
| 1.              | 05/09/1989      | Варшава         | Польща – Греція     | 43'             | 3 – 0           | 3 – 0           | Товариський     |
| 2.              | 15/11/1989      | Тирана          | Албанія – Польща    | 85'             | 1 – 2           | 1 – 2           | кваліфікація ЧС |
| 3.              | 02/02/1990      | Тегеран         | Іран – Польща       | 19' (пен.)      | 0 – 1           | 0 – 2           | Товариський     |
| 4.              | 02/02/1990      | Тегеран         | Іран – Польща       | 56'             | 0 – 2           | 0 – 2           | Товариський     |
| 5.              | 09/05/1990      | Герші           | США – Польща        | 27'             | 0 – 1           | 3 – 1           | Товариський     |
| 6.              | 06/06/1990      | Брюссель        | Бельгія – Польща    | 16'             | 0 – 1           | 1 – 1           | Товариський     |
| 7.              | 10/10/1990      | Варшава         | Польща – США        | 61'             | 2 – 3           | 2 – 3           | Товариський     |
| 8.              | 11/09/1991      | Ейндговен       | Нідерланди – Польща | 87'             | 0 – 1           | 1 – 1           | Товариський     |

## Досягнення
Індивідуальні
- Найкращий футболіст року за версією видання «Пілка ножна» (1): 1990